# Neblinichthys yaravi
Neblinichthys yaravi är en fiskart som först beskrevs av Steindachner, 1915.  Neblinichthys yaravi ingår i släktet Neblinichthys och familjen Loricariidae. Inga underarter finns listade i Catalogue of Life.